# MVP de la Final de la Ligat ha'Al

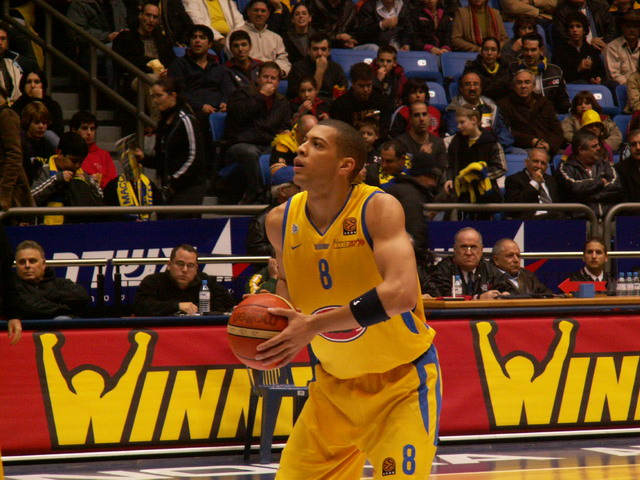
Anthony Parker fue el galardonado en 2006.

El Israeli Basketball Premier League Finals MVP o MVP de la Final de la Ligat ha'Al, es el galardón concedido por la Ligat ha'Al, la primera división del baloncesto de Israel al mejor jugador de la final del campeonato.

## Ganadores

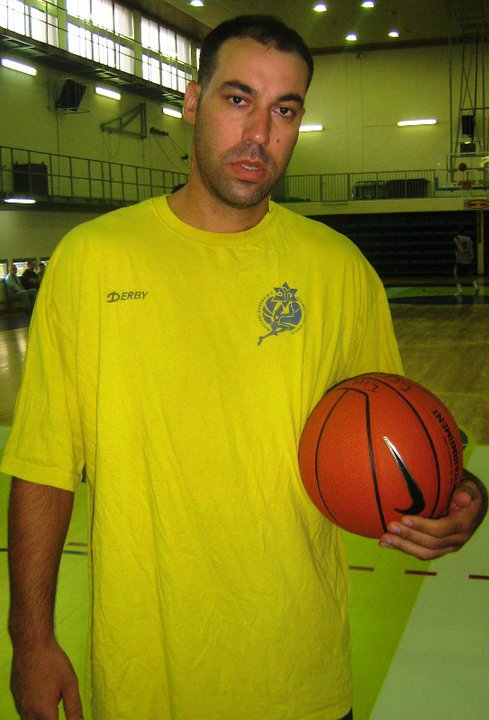
Meir Tapiro ganó el MVP de la Final en 2012.

| Temporada | MVP               | Posición | Nacionalidad                                   | Equipo                | Ref.  |
| --------- | ----------------- | -------- | ---------------------------------------------- | --------------------- | ----- |
| 2005–06   | Anthony Parker    | SF       | Bandera de Estados Unidos                      | Maccabi Tel Aviv      |       |
| 2006–07   | Will Bynum        | PG       | Bandera de Estados Unidos                      | Maccabi Tel Aviv      |       |
| 2007–08   | Terence Morris    | PF       | Bandera de Estados Unidos                      | Maccabi Tel Aviv      |       |
| 2008–09   | Carlos Arroyo     | PG       | Bandera de Puerto Rico                         | Maccabi Tel Aviv      |       |
| 2009–10   | Brian Randle      | PF       | Bandera de Estados Unidos                      | Hapoel Gilboa Galil   |       |
| 2010–11   | David Blu         | PF       | Bandera de Israel                              | Maccabi Tel Aviv      |       |
| 2011–12   | Meir Tapiro       | PG       | Bandera de Israel                              | Maccabi Ashdod        |       |
| 2012–13   | Pat Calathes      | SF       | Bandera de Grecia                              | Maccabi Haifa         | [ 1 ] |
| 2013–14   | Dagan Yivzori     | SG       | Bandera de Israel                              | Maccabi Haifa         |       |
| 2014–15   | Bracey Wright     | PG       | Bandera de Estados Unidos                      | Hapoel Jerusalem      |       |
| 2015–16   | Darryl Monroe     | C        | Bandera de Estados Unidos                      | Maccabi Rishon LeZion | [ 2 ] |
| 2016–17   | Jerome Dyson      | PG       | Bandera de Estados Unidos                      | Hapoel Jerusalem      | [ 3 ] |
| 2017–18   | Alex Tyus         | C        | Bandera de Estados Unidos · Bandera de Israel  | Maccabi Tel Aviv      | [ 4 ] |
| 2018–19   | John DiBartolomeo | PG       | Bandera de Estados Unidos · Bandera de Israel  | Maccabi Tel Aviv      | [ 5 ] |
| 2019–20   | Amar'e Stoudemire | C        | Bandera de Estados Unidos · Bandera de Israel  | Maccabi Tel Aviv      | [ 6 ] |
| 2020–21   | Scottie Wilbekin  | PG       | Bandera de Estados Unidos · Bandera de Turquía | Maccabi Tel Aviv      | [ 7 ] |
| 2021–22   | Joe Ragland       | PG/SG    | Bandera de Estados Unidos                      | Hapoel Holon          |       |
| 2022–23   | Wade Baldwin      | SG       | Bandera de Estados Unidos                      | Maccabi Tel Aviv      |       |